# 교육과 사색
《교육과 사색》은 대한민국에서 발행되는 교육 잡지이다.
이 잡지는 교육타임스에서 2012년 11월(창간호)부터 발행하고 있다. 월간 잡지로 가로쓰기를 사용하고 있다. 2012년 11월에 창간되었다. 교육과 지성을 위한 교양지로서, 교육전문가와 학교경영자들에게 교육에 관한 지식과 정보의 안내서가 될 수 있도록 하고 있다. 특히, 미래사회에서 교육의 가치는 정형화 된 학교교육에서 나아가, 시공간의 제약을 넘는 디지털 노마드 시대에 맞춤식 사회 평생교육을 중점적으로 다루는 교육잡지이다.
시대와 사회를 예견하는 교육지성인들의 초대자리를 마련하여 특집으로 소개하고 있다.

## 참고 문헌
- 월간 《교육과 사색》, 2012. 11. 창간호 참조 공병효(엮음)